# Ахмерово (Бєлорєцький район)
Ахме́рово (рос. Ахмерово, башк. Әхмәр) — присілок у складі Бєлорєцького району Башкортостану, Росія. Входить до складу Туканської сільської ради.
До 17 грудня 2004 року присілок входив до складу Верхньоавзянської сільради.
Населення — 24 особи (2010; 14 в 2002).
Національний склад:
- башкири — 93%